# Mark Jindrak
Mark Jindrak eller Marco Coleone (født d. 26. juni 1977) er en amerikansk fribryder der wrestlede i bl.a. WCW og WWE, som nu er aktiv i CMLL i Mexico.

## Karriere

### World Championship Wrestling
Jindrak debuterede for WCW, i starten af 2000 som en basketball baseret figur. Denne rolle blev dog droppet, og Jindrak blev først set igen i slutningen af sommeren 2000, hvor han dannede et tag team med Sean O'Haire. Holdet var medlem af Natural Born Thrillers, og det lykkedes dem at vinde WCW tag titlerne to gange, og forsvare dem et hav af gange mod mange veteraner. De blev i slutningen af 2000 splittet, og Jindrak taggede i stedet med Shawn Stasiak, nu mod Sean O'Haire og hans nye tag partner Chuck Palumbo. 

### World Wrestling Federation/Entertainment
Da WCW blev opkøbt af WWF, var Jindrak en af de wrestlere der blev tilbudt en kontrakt. Han blev dog ikke set meget i begyndelsen, og blev egentlig først set på RAW i 2003, som tag partner med Lance Cade. Gruppen wrestlede sammen på WrestleMania XX, men blev derefter splittet da Jindrak blev sendt til SmackDown!. Her blev han kendt som Reflection of Perfection, og spillede en rolle som en mand der led af narcissisme. Hans manager var i en kort periode Theodore Long, men Jindrak fik et nyt gimmick og blev Kurt Angles bodyguard, sammen med Luther Reigns. I 2005 blev Jindrak fyret fra WWE, kort tid efter at han var blevet sendt tilbage til RAW.

### Japan
Jindrak wrestlede derefter i Japan i nogen tid, på en NJPW tour. Han kørte samtidig et online show, sammen med wrestleren Matt Morgan, dog blev serien droppet. Herefter wrestlede han som Sodom, og taggede med Morgan som var Gomora.

### Consejo Mundial de Lucha Libre
Jindrak wrestler nu i CMLL som italieneren Marco Coleone.